# Werner Breunig
Werner Breunig (* 11. September 1956 in Flörsheim am Main) ist ein deutscher Politikwissenschaftler, der vor allem zur Geschichte und zum Zeitgeschehen Berlins publiziert.

## Leben und Wirken
Breunig studierte Politikwissenschaft und Germanistik an der Ruprecht-Karls-Universität Heidelberg. Nach seinem Staatsexamen war er Mitarbeiter des Instituts für Politische Wissenschaft der Universität Heidelberg und am dort durchgeführten und von der Stiftung Volkswagenwerk geförderten Forschungsprojekt zur Entstehung der Länderverfassungen im westlichen Deutschland nach 1945 tätig. Er war Promotionsstipendiat des Evangelischen Studienwerks Villigst und wurde an der Universität Heidelberg mit einer Dissertation über Verfassunggebung in Berlin 1945–1950 zum Dr. phil. promoviert. Er ist seit 1988 als wissenschaftlicher Mitarbeiter des Landesarchivs Berlin tätig, ist Referent für Publikationen und unter anderem Herausgeber (mit Uwe Schaper) und Redakteur von über 20 Bänden der Reihe Berlin in Geschichte und Gegenwart. Jahrbuch des Landesarchivs Berlin. Seit 1990 führt er die Stadtchronik Berlins und hat bisher mehr als vierzig Jahreschroniken (1969 bis 1980 und 1990 bis 2019) verfasst und publiziert. Er ist Mitglied der Historischen Kommission zu Berlin.
Sein Bruder ist der Archäologe Peter Breunig.

## Publikationen (Auswahl)

### Als Autor
- mit Wolfgang Kringe, Frank R. Pfetsch: Datenhandbuch Länderparlamentarier 1945–1953 (= Verfassungspolitik. Heidelberger Studien zur Entstehung von Verfassungen nach 1945, Bd. 2), Frankfurt am Main/Bern/New York 1985.
- Verfassunggebung in Berlin 1945–1950 (= Beiträge zur Politischen Wissenschaft, Bd. 58), Berlin 1990.
- Berlin-Blockade. In: Wolfgang Benz (Hrsg.): Deutschland unter alliierter Besatzung 1945–1949/55, Berlin 1999, S. 330–333.
- Berlin und die Gründung der Bundesrepublik Deutschland. In: Berlin in Geschichte und Gegenwart. Jahrbuch des Landesarchivs Berlin, Jg. 1999, S. 7–45.
- Berlin 1945/46. Vom Kriegsende bis zum parlamentarischen Neubeginn. In: „Berlin kommt wieder“. Die Nachkriegsjahre 1945/46 (= Ausstellungskataloge des Landesarchivs Berlin, Bd. 16), Berlin 2005, S. 7–43.
- Spuren bekannter Persönlichkeiten in der alten Berliner Einwohnermeldekartei. In: Berlin in Geschichte und Gegenwart. Jahrbuch des Landesarchivs Berlin, Jg. 2004, S. 97–115.
- mit Andreas Herbst: Biografisches Handbuch der Berliner Stadtverordneten und Abgeordneten 1946–1963, bearb. im Auftrag des Präsidenten des Abgeordnetenhauses von Berlin, mit einer Einleitung von Siegfried Heimann (= Schriftenreihe des Landesarchivs Berlin, Bd. 14), Berlin 2011.
- Der parlamentarische Neubeginn. Die Konstituierung der Stadtverordnetenversammlung von Groß-Berlin am 26. November 1946. In: Berlin in Geschichte und Gegenwart. Jahrbuch des Landesarchivs Berlin, Jg. 2011, S. 213–235.
- „Die Spaltung Deutschlands wird nicht geschaffen, sie ist bereits vorhanden“. Ernst Reuter und die Gründung der Bundesrepublik Deutschland. In: Michael C. Bienert, Uwe Schaper, Hermann Wentker (Hrsg.): Hauptstadtanspruch und symbolische Politik. Die Bundespräsenz im geteilten Berlin 1949–1990 (= Zeitgeschichte im Fokus, Bd. 1), Berlin 2012, S. 131–150.
- Edgar N. Johnson – eine biografische Skizze. In: Werner Breunig, Jürgen Wetzel (Hrsg. und Bearb.): Fünf Monate in Berlin. Briefe von Edgar N. Johnson aus dem Jahre 1946 (= Schriftenreihe des Landesarchivs Berlin, Bd. 18), De Gruyter Oldenbourg, München 2014, ISBN 978-3-486-73566-6, S. 5–41,  doi:10.1524/9783486856989.5
- Mauerzeit, Mauerfall und Einheit. In: Werner Breunig, Andreas Herbst (Hrsg.): Biografisches Handbuch der Berliner Abgeordneten 1963–1995 und Stadtverordneten 1990/1991, hrsg. im Auftrag des Präsidenten des Abgeordnetenhauses von Berlin, (= Schriftenreihe des Landesarchivs Berlin, Bd. 19), Berlin 2016, S. 11–67.
- Edgar N. Johnson. A Biographical Sketch. In: Werner Breunig, Jürgen Wetzel (Hrsg. und Bearb.): Five Months in Berlin. Letters of Edgar N. Johnson from Occupied Germany (= Publication Series of the Landesarchiv Berlin, vol. 21), Berlin/Boston 2020, S. 7–43.
- Verfassunggebung in Berlin 1945–1950. Duncker & Humblot, Berlin 2021, ISBN 978-3-428-46965-9.

### Als Herausgeber
- mit Uwe Schaper: Berlin in Geschichte und Gegenwart. Jahrbuch des Landesarchivs Berlin, seit 2010 (seit 2001 Redakteur).
- als Hrsg. und Bearb. mit Jürgen Wetzel: Fünf Monate in Berlin. Briefe von Edgar N. Johnson aus dem Jahre 1946 (= Schriftenreihe des Landesarchivs Berlin, Bd. 18), De Gruyter Oldenbourg, München 2014, ISBN 978-3-486-73566-6.
- mit Andreas Herbst: Biografisches Handbuch der Berliner Abgeordneten 1963–1995 und Stadtverordneten 1990/1991. Hrsg. im Auftrag des Präsidenten des Abgeordnetenhauses von Berlin, (= Schriftenreihe des Landesarchivs Berlin, Bd. 19), Berlin 2016, ISBN 978-3-9803303-5-0.
- als Hrsg. und Bearb. mit Jürgen Wetzel: Five Months in Berlin. Letters of Edgar N. Johnson from Occupied Germany (= Publication Series of the Landesarchiv Berlin, vol. 21), De Gruyter Oldenbourg, Berlin 2020, ISBN 978-3-11-064681-8.